# Valentin Lazăr
Valentin Marius Lazăr (Ploiești, 21 agosto 1989) è un ex calciatore rumeno, di ruolo centrocampista.